# Pristimantis jorgevelosai
Espèce
Synonymes
- Eleutherodactylus jorgevelosai Lynch, 1994

Statut de conservation UICN

 EN B1ab(iii,v) : En danger
Pristimantis jorgevelosai est une espèce d'amphibiens de la famille des Craugastoridae.

## Répartition
Cette espèce est endémique du département de Santander en Colombie. Elle se rencontre entre 1 900 et 2 400 m d'altitude sur le versant Ouest de la cordillère Occidentale.

## Étymologie
Le nom de cette espèce fait référence à Jorge Luis Velosa Ruiz, vétérinaire et chanteur colombien.

## Publication originale
- Lynch, 1994 : A new species of frog (genus Eleutherodactylus: Leptodactylidae) from a cloud forest in Departamento de Santander, Colombia. Revista de la Academia Colombiana de Ciencias Exactas Fisicas y Naturales, vol. 19, no 72, p. 205-208.